# Nam June Paik
Nam June Paik (Koreaans: 백남준, Paik Nam-june) (Seoel, 20 juli 1932 - Miami, 29 januari 2006) was een Amerikaanse kunstenaar van Zuid-Koreaanse afkomst. Hij was een beroemd Fluxus-artiest en wordt als de uitvinder van de videokunst beschouwd.

## Biografie
Paik ontvluchtte Korea samen met zijn familie in 1949 via Hongkong,  en kwam in Japan terecht. In de Japanse hoofdstad Tokio studeerde hij filosofie en esthetica. Later studeerde hij muziekgeschiedenis en compositieleer in het toenmalige West-Duitsland. In dit land ontmoette Paik in 1957 de avant-gardistische componist Karlheinz Stockhausen en in 1958 John Cage. Vooral deze laatste componist zou veel invloed hebben op zijn latere werk. Paik kwam in Duitsland ook in contact met George Maciunas, de grondlegger van de Fluxus-beweging.

## Fluxusconcerten en videoinstallaties
In de traditie van Fluxus hield Paik vele performances waarin elektronica een grote rol speelde. In een groot aantal van zijn performances werkte Paik samen met de Amerikaanse celliste Charlotte Moorman, die hij leerde kennen nadat hij in 1964 naar New York verhuisde. Vooral bekend van deze samenwerking is TV-bra waarin Moorman topless optrad. In zijn latere werk verschoof Paiks' aandacht naar de beeldhouwkunst; hij ging meer en meer installaties maken met daarin monitoren, videospelers en televisies als hoofdrolspelers. Ook realiseerde hij met hulp van technici zijn eigen videotechnologie zoals de videosynthesizer. 
Over zijn werk zei Paik zelf het volgende: "Lange tijd heeft de televisie de intellectuelen gemarteld, het wordt tijd dat de intellectuelen de televisie gaan martelen". ("Television tortured the intellectuals for a long time... it is about time that the intellectuals torture television")
Paik overleed op 73-jarige leeftijd in Miami nadat hij al negen jaar verlamd was door een beroerte.

## Werken (selectie)
- Hommage à John Cage (1959)
- Opera Sextronique (1967)
- TV-bra for Living Sculpture (1969)
- Concerto for TV cello and Videotapes (1972)
- TV Buddha (1974)
- Requiem for the 20th Century (1997)

## Trivia
- De première van Paiks TV-bra for Living Sculpture viel samen met de landing op de maan op zondagavond 20 juli 1969.
- In Korea schrijft men eerst de familienaam, daarom luidt de naam daar: Paik Nam-june. Buiten Korea wordt meestal (ook door Koreanen) de internationale schrijfwijze gebruikt: voornaam gevolgd door achternaam: Nam June Paik.

## Galerij

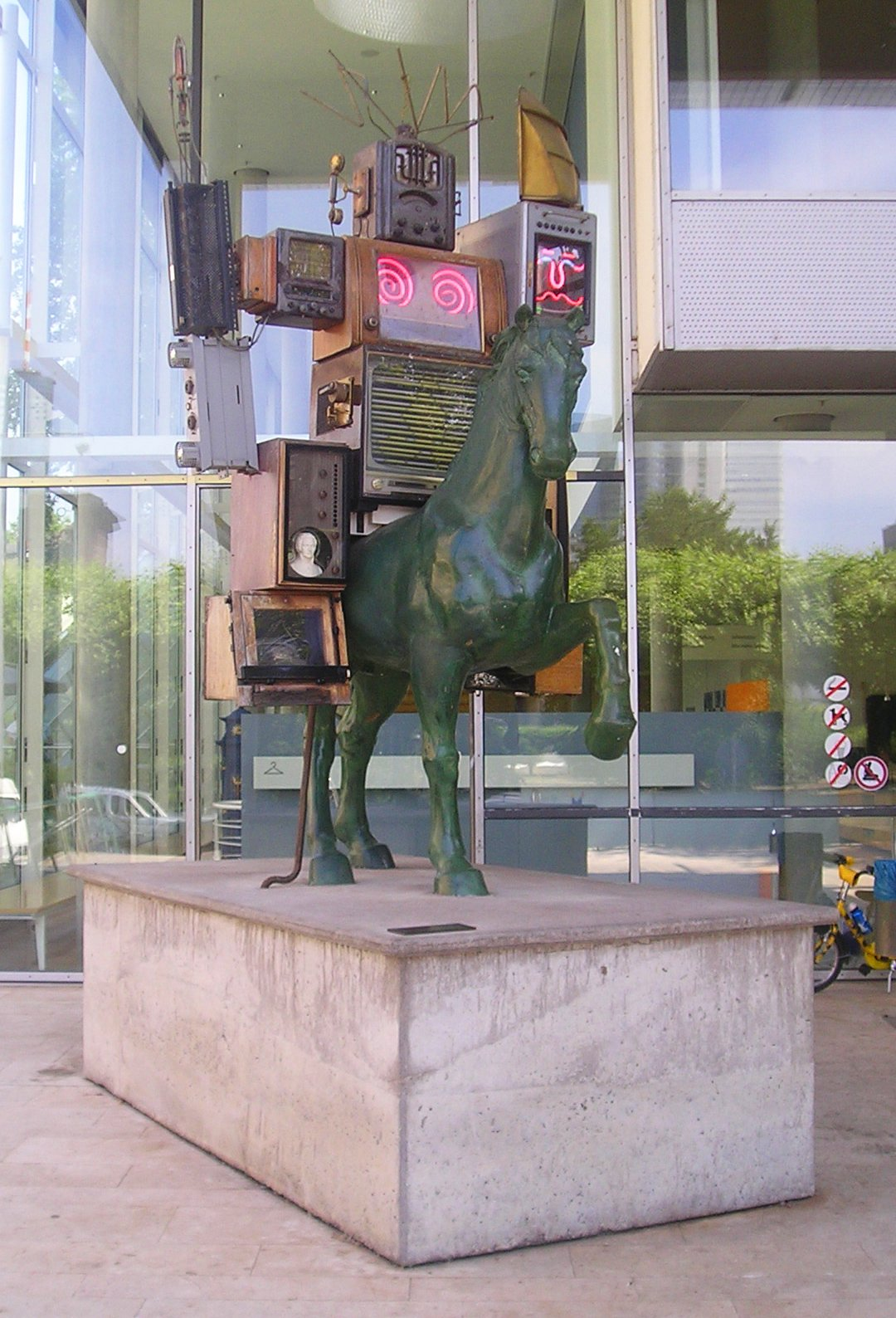
Pre-Bell Man (1990) bij het Museum für Kommunikation in Frankfurt am Main
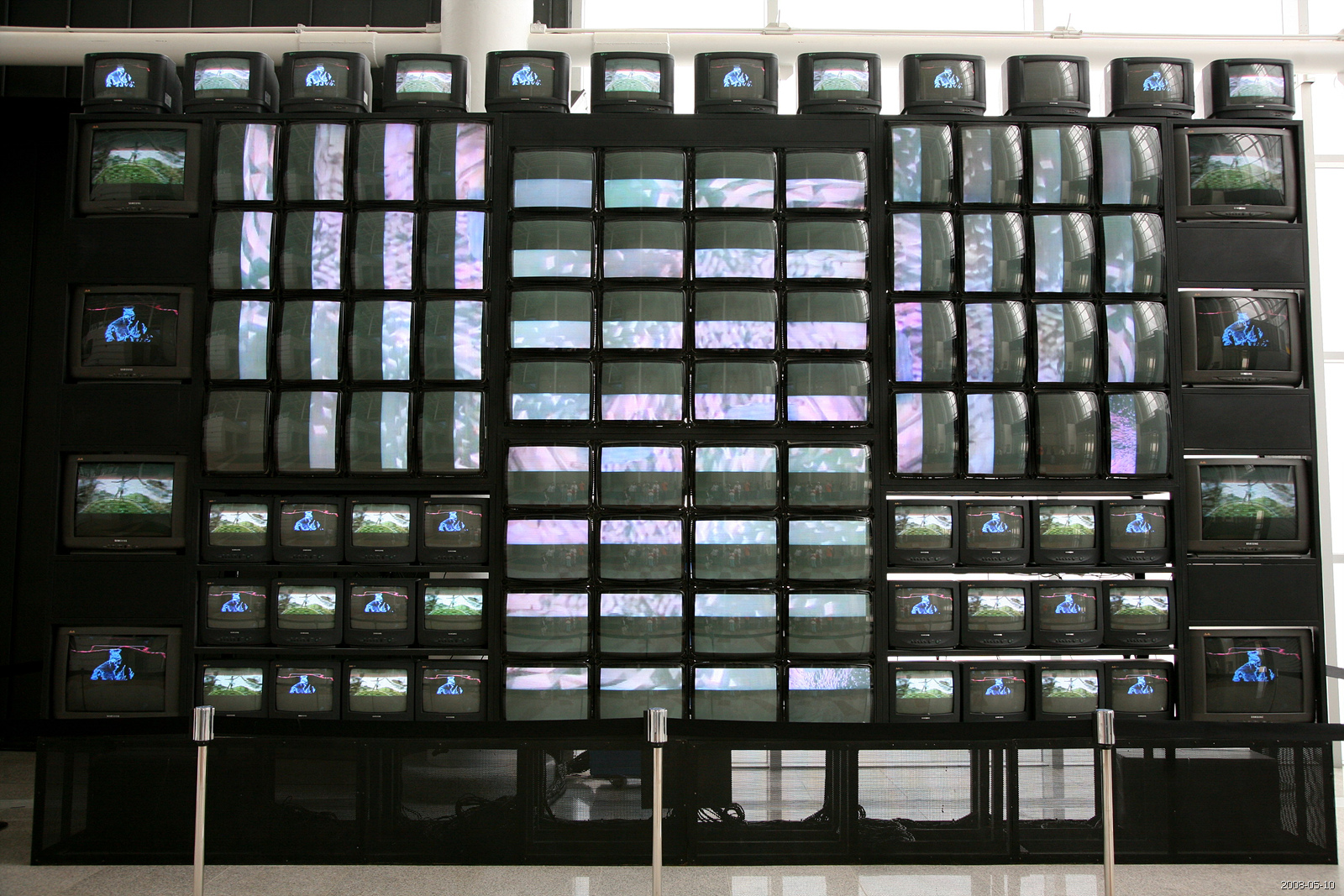
The Hundred and Eight Torments of Mankind (1998)